# Irmtraut Munro
Irmtraut Munro (* 1944) ist eine deutsche Ägyptologin.

## Leben
Irmtraut Munro studierte an der Universität Göttingen, wo sie 1980 den Magister erwarb und 1985 promoviert wurde.
Seit ihrer Dissertation spezialisierte sie sich auf die Erforschung der altägyptischen Totenbücher. Sie arbeitete beim Totenbuch-Projekt der Universität Bonn. Im Rahmen dieses Projektes hat sie zahlreiche altägyptische Totenbücher veröffentlicht, die vorher nicht systematisch publiziert wurden. Seit der 18. Dynastie (Neues Reich) gehörte das altägyptische Totenbuch zu den charakteristischen Merkmalen dieser Kultur.

## Schriften (Auswahl)
- Das Zelt-Heiligtum des Min. Rekonstruktion und Deutung eines fragmentarischen Modells (Kestner-Museum 1935.200.250). Deutscher Kunstverlag, München/Berlin 1983, ISBN 3-422-00835-7 (= Magisterarbeit Universität Göttingen 1980).
- Untersuchungen zu den Totenbuch-Papyri der 18. Dynastie. Kriterien ihrer Datierung. Kegan Paul International, London 1987, ISBN 0-7103-0288-6 (= Dissertation Universität Göttingen 1985).
- Das Totenbuch des Jah-mes (pLouvre E. 11085) aus der frühen 18. Dynastie (= Handschriften des Altägyptischen Totenbuches. 1). Harrassowitz, Wiesbaden 1995, ISBN 3-447-03685-0.
- Das Totenbuch des Bak-su (pKM 1970.37/pBrocklehurst) aus der Zeit Amenophis’ II. (= Handschriften des Altägyptischen Totenbuches. 2). Harrassowitz, Wiesbaden 1995, ISBN 3-447-03686-9.
- Der Totenbuch-Papyrus des Hohenpriesters Pa-nedjem II. (pLondon BM 10793 / pCampbell) (= Handschriften des Altägyptischen Totenbuches. 3). Mit einem Beitrag von Ursula Rößler-Köhler. Harrassowitz, Wiesbaden 1996, ISBN 3-447-03843-8.
- Das Totenbuch des Nacht-Amun aus der Ramessidenzeit. (pBerlin P. 3002) (= Handschriften des Altägyptischen Totenbuches. 4). Harrassowitz, Wiesbaden 1997, ISBN 3-447-03951-5.
- Das Totenbuch des Pa-en-nesti-taui aus der Regierungszeit des Amenemope. (pLondon BM 10064) (= Handschriften des Altägyptischen Totenbuches. 7). Harrassowitz, Wiesbaden 2001, ISBN 3-447-03950-7.
- Der Totenbuch-Papyrus des Hor aus der frühen Ptolemäerzeit. (pCologny Bodmer CV + pCincinnati Art Museum 1947.369 + pDenver Art Museum 1954.61) (= Handschriften des Altägyptischen Totenbuches. 9). Harrassowitz, Wiesbaden 2006, ISBN 3-447-05376-3.
- Der Totenbuch-Papyrus der Ta-schep-en-Chonsu aus der späten 25. Dynastie. (pMoskau Puschkin-Museum I, 1b, 121) (= Handschriften des Altägyptischen Totenbuches. 10). Mit Beiträgen von John H. Taylor. Harrassowitz, Wiesbaden 2009, ISBN 978-3-447-05875-9.
- Die Totenbuch-Papyri des Ehepaars Ta-scheret-en-Aset und Djed-chi aus der Bes-en-Mut-Familie. (26. Dynastie, Zeit des Königs Amasis) (= Handschriften des Altägyptischen Totenbuches. 12). Harrassowitz, Wiesbaden 2011, ISBN 978-3-447-06462-0.
- The golden Book of the Dead of Amenemhet. (pToronto ROM 910.85.236.1-13) (= Handschriften des Altägyptischen Totenbuches. 14). Harrassowitz, Wiesbaden 2011, ISBN 978-3-447-10426-5.